# Erlen-, Metten- und Gründelbachniederung
Das Natur- und Landschaftsschutzgebiet Erlen-, Metten- und Gründelbachniederung liegt auf dem Gebiet der Gemeinden Ötisheim und Ölbronn-Dürrn im Enzkreis in Baden-Württemberg.

## Kenndaten
Das Gebiet wurde durch Verordnung des Regierungspräsidiums Karlsruhe vom 30. Juni 1986 als Naturschutzgebiet unter der Schutzgebietsnummer 2092 ausgewiesen. Diese Verordnung trat am 31. Oktober 1986 durch ihre Veröffentlichung im Gesetzblatt für Baden-Württemberg in Kraft. Der CDDA-Code lautet 320575  und entspricht der WDPA-ID.

## Lage
Das Schutzgebiet liegt zwischen Ötisheim und Ölbronn-Dürrn. Das Natur- und Landschaftsschutzgebiet 2221-Bauschlotter Au grenzt unmittelbar westlich an. Es gehört nahezu vollständig zum FFH-Gebiet Nr. 7018-342 Enztal bei Mühlacker. Es liegt in den Naturräumen 124-Strom- und Heuchelberg und 125-Kraichgau innerhalb der naturräumlichen Haupteinheit 12-Neckar- und Tauber-Gäuplatten.
Das Schutzgebiet zeichnet sich durch vielfältige naturnahe Lebensstätten aus, mit unterschiedlich ausgestatteten Feuchtwiesen und Waldbestockung. Er bietet durch den Wechsel zwischen Eichen-, Hainbuchenwäldern, Eichenwäldern, Teichen und offenen Wiesenflächen für eine vielfältige Tierwelt Lebensraum.

### Naturschutzgebiet
Das Naturschutzgebiet ist ca. 165 ha groß und besteht aus 6 Teilen. Auf dem Gebiet Ölbronn-Dürrn befinden sich die Henkersklinge (ca. 4,6 ha Flur) mit Teilen des Mühlau-Waldes (ca. 8,8 ha Wald) und der Wald unterhalb des Eichelberges (ca. 36,2 ha Wald). Auf dem Gebiet Ötisheim befindet sich die Schanzenhau, der Buchrain und der Hellerwald (ca. 42,4 ha Wald) mit der Erlenbachniederung vor und hinter dem Hürstwald (ca. 27,5 ha Wald) und Teilen des Hürstwaldes (ca. 19,9 ha Wald), die Allmendwiesen (ca. 29,5 ha), Ob Corres (ca. 6,6 ha) und der Eissee (ca. 0,53 ha).

### Landschaftsschutzgebiete
Das Landschaftsschutzgebiet L1 ist 70 ha groß. Auf der Gemarkung Ötisheim sind das: Sommerhau, Herdwiesen, Trieb, Riedwiesen, Hinter dem Hürstwald, Vor dem Hürstwald, Langwiesen, Unter dem Dürrner Weg, Rosenberg, Beim großen Brunnen, Hundsrücken, Kalbwiesen, Ob dem großen Brunnen und Großer Brunnen. In Ölbronn-Dürrn die Binsenplatte, der Tiergarten und die Waldwiesen.
Das Landschaftsschutzgebiet L2 ist 215 ha groß. Dort liegen auf der Gemarkung Ötisheim, als Flur, ganz oder teilweise: das Unter dem Eckhau, Baudenwiesen, Oberste Wiese, Herdwiesen, Hürstspitzen, Allmendwiesen, Unter dem Dürrner Weg, Wirsenäcker, Kohlplatte, Ob dem Brücklesweg, Wiesenäcker, Unter dem Brücklesweg, Mettenbach und Gründelbach. Als Wald gehört ganz oder teilweise Schanzenhau, Buchrain, Hellerwald und die Gemeindewälder Eichelberg und Hürstwald. Auf der Gemarkung Dürrn, als Flur, sind das ganz oder teilweise: Mühlau, Grün, Sommerhau, Steckwiesen und Allmendwiesen und zum Wald Mühlau sowie Unterhalb des Eichelbergs.

## Schutzzweck
Schutzzweck ist die Erhaltung und Förderung
- der artenreichen, von unterschiedlichen Feuchtstufen bestimmten, vielfältigen Pflanzengesellschaften in Wald und Flur mit einer Reihe gefährdeter Tier- und Pflanzenarten,
- der im Wesentlichen ungestörten Eichen-Hainbuchen Gesellschaft in ihren verschiedenen Ausbildungsformen,
- der seltenen Schilf-, Seggen- und Feuchtwiesengesellschaften,
- der durch Dauergrünland geprägten Kulturlandschaft in der Flur als Brut-, Nahrungs- und Rastbiotop für die an die Wiesenlandschaft gebundene und zunehmend bedrohte Tierwelt,
- der Wasservorkommen in Wald und Flur als Laich-, Nahrungs- und Rastbiotop bedrohter Tiere.